# AVG AntiVirus
AVG AntiVirus, AVG (AntiVirus Guard) je antivirový program od české firmy AVG Technologies, určený pro operační systémy Microsoft Windows, GNU/Linux, Apple macOS, iOS stejného výrobce a Google Android (dříve také pro MS-DOS).
Firma AVG Technologies byla v červenci 2016 koupena firmou Avast Software. Od roku 2022 je značka součástí portfolia společnosti Gen Digital.
Na stránkách společnosti je možné stáhnout verzi AVG Free AntiVirus, která je pro domácí a nekomerční využití zdarma.

## Historie

### AVG Anti-Virus 4
Čtvrtá verze byla vypuštěna v listopadu 1995; demoverzi výrobce představil na výstavě INVEX 95. Tato verze pracovala pod MS-DOSem. Měla implementovanou heuristickou analýzu.

### AVG Anti-Virus 7
Verze 7 byla uvolněna v listopadu 2004. Byla mj. používána jako dílčí benchmark dobových PC.

### AVG Anti-Virus 8
Osmou verzi uvolnil Grisoft v roce 2008. Také osmička se dočkala nasazení coby benchmarku. Ve stejném roce se výrobce přejmenoval na AVG Technologies.

### AVG Anti-Virus 9
Rok po osmé verzi, roku 2009, uvolnil výrobce devátou verzi antiviru.

### AVG Anti-Virus 2011
Byl vypuštěn roku 2011, ve stejném roce, jako verze následující.

### AVG AntiVirus FREE 2015
Poskytoval:
- Odhalování a blokování virů, hrozeb a malwaru
- Prevenci sledování a krádeže dat
- Optimalizaci a zvyšoval výkon PC

### AVG AntiVirus 2016
Kompletně 64bitová verze. 

### AVG AntiVirus 2017
Zcela nové jádro i uživatelské rozhraní – výsledek fúze se společností Avast. 

## Produkty
AVG Antivirus free - tento bezplatný antivirus nabízí základní ochranu. AVG AntiVirus Free chrání počítač a poskytuje souborový štít a behaviorální štít.
Také chrání web a e-mail - obsahuje webový štít a e-mailový štít. Mimo toho samozřejmě automaticky aktualizuje virové databáze.